# Seute Deern

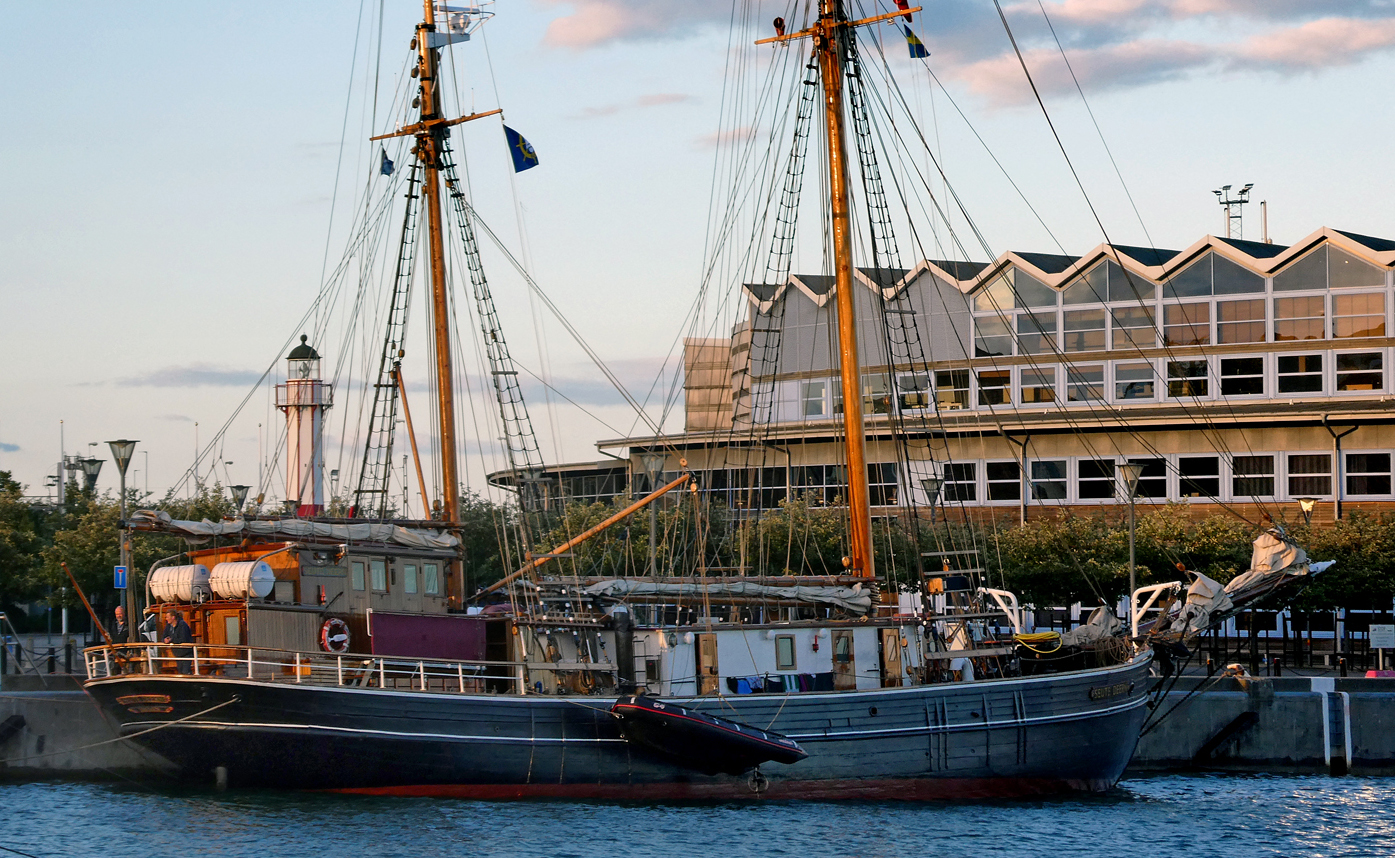
SS Seute Deern på besök i Ystad 24 juli 2020.

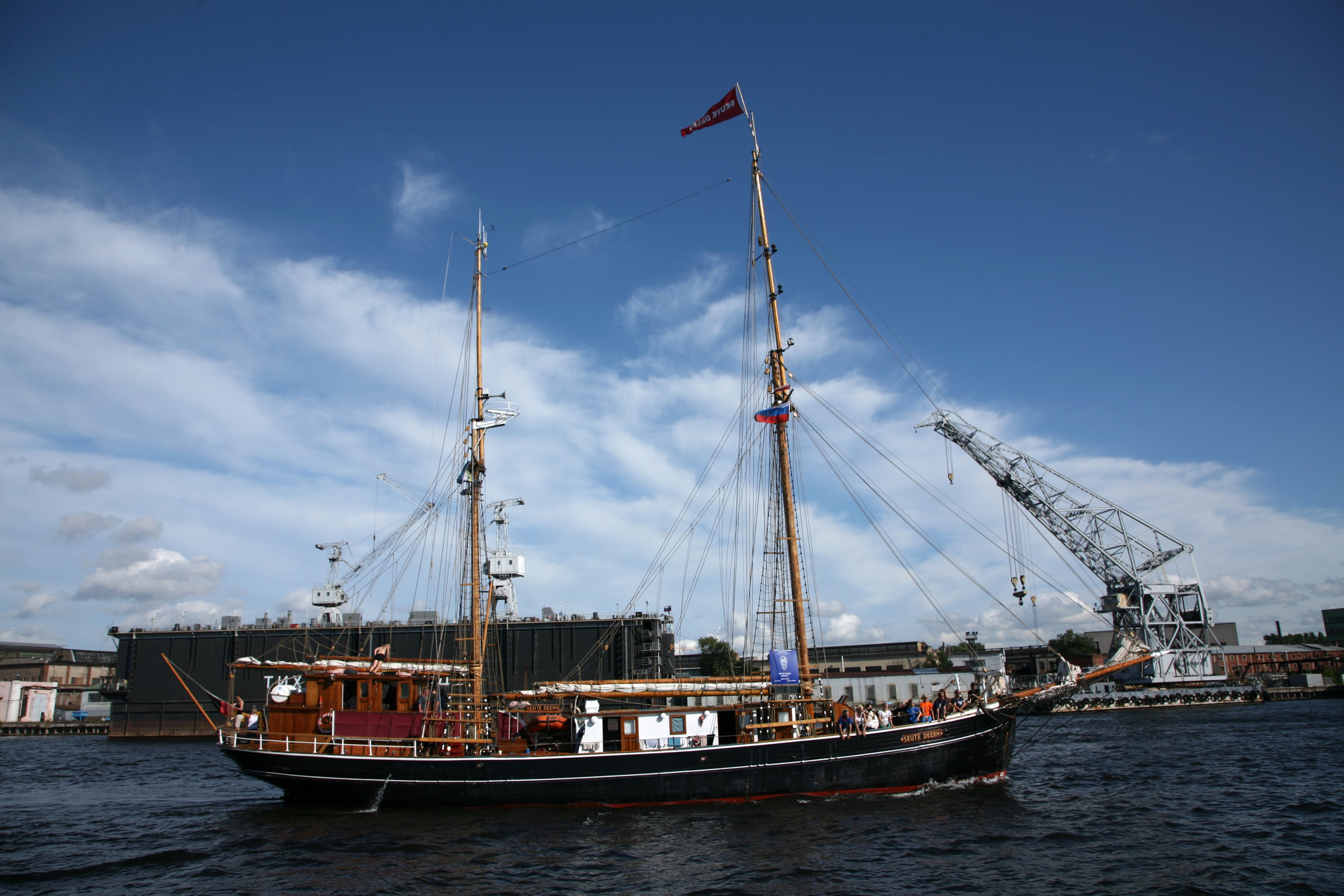
2009 deltog Seute Deern i The Tall Ships' Races, på bilden i Sankt Petersburg.

Seute Deern är en i trä gaffelriggad Ketch byggd som lastfartyget Havet i Svendborg 1939. Från 1963  ägs och drivs Seute Deern (plattyska för "Söt flicka") av Deutsche Schulschiff-Verein och från 1973 även av den Tyska Clipperföreningen. Hon seglar som skolskepp för ungdomar, mestadels i Östersjön, hemmahamnen är Bremerhaven, på vintern förtöjs hon i Hamburg-Harburg.

Noona-Dan Expeditionen
Skeppet såldes 1957 till det danska företaget D/S Ocean och döptes om till Noona-Dan. 
10 april 1961 seglade Noona-Dan ut på Noona-Dan Expeditionen till de många öarna i Salomonsjön och Bismarcksjön. Rutten gick vidare västerut, genom Panamakanalen och över Stilla havet. Ett stort antal forskare, som byttes ut längs vägen, var ombord på fartyget. 
9 december 1962 anlände Noona-Dan till Köpenhamn och hade då seglat jorden runt som det fjärde danska forskningsfartyget, de tre andra är Galathea I, Dana och Galathea II.